# Андреев, Ипполит Петрович
Иппо́лит Петро́вич Андре́ев (1844 — не ранее 1914) — русский военно-морской деятель, генерал флота (1909). Председатель Главного военно-морского суда (1911).

## Биография
Окончил Морской кадетский корпус с производством 8 (20) апреля 1862 года в гардемарины с назначением 30 апреля (12 мая) 1862 года в 13-й флотский экипаж Балтийского флота. 10 октября 1869 года назначен штатным кандидатом на военно-судебные должности при кронштадском военно-морском суде.
С 1872 года после окончания Александровской военно-юридической академии служил по судебному ведомству. 1 авг. 1873 г. назначен следователем при Кронштадском порте.  В 1878 году произведён в капитан-лейтенанты, в 1885 году в капитаны 2-го ранга. 16 (28) июня 1886 года зачислен по флоту. 24 апреля (6 мая) 1886 года награжден орденом Св. Владимира IV степени. С 1889 года судья Николаевского военно-морского суда. В 1891 году произведён в полковники. В 1896 году произведён в генерал-майоры, судья Кронштадтского военно-морского суда. С 1904 году произведён в генерал-лейтенанты, председатель Севастопольского военно-морского суда.
С 1907 года постоянный член, а с 1911 года председатель — Главного военно-морского суда Российской империи. 6 (19) декабря 1909 года произведён в генералы флота. Был награждён всеми орденами вплоть до ордена Святого Александра Невского пожалованного ему 24 декабря 1914 года.